# 海綿寶寶電影版：尋寶大冒險
《海綿寶寶電影版：尋寶大冒險》（英語：The SpongeBob Movie: Search for SquarePants）是一部2025年美國電腦動畫喜劇冒險片，是《海綿寶寶系列電影》的第五部作品，由德瑞克·德萊蒙執導，其主要配音陣容包括湯姆·肯尼、克蘭西·布朗、羅傑·邦帕斯、比爾·法格巴克、卡羅琳·勞倫斯以及勞倫斯先生。
《海綿寶寶電影版：尋寶大冒險》由派拉蒙影業排定2025年12月19日於美國上映，也是繼《海綿寶寶：海陸大出擊》後再次院線上映的《海綿寶寶》系列電影。

## 劇情
海綿寶寶將前往海洋深處，與飛行荷蘭人展開對決。

## 配音員
- 湯姆·肯尼聲演海綿寶寶
- 比爾·法格巴克聲演派大星
- 羅傑·邦帕斯（英语：Rodger Bumpass）聲演章魚哥
- 克蘭西·布朗聲演蟹老闆
- 卡羅琳·勞倫斯聲演珊迪
- 勞倫斯先生（英语：Mr. Lawrence）聲演皮老闆
- 馬克·漢米爾聲演飛行荷蘭人[2]

## 製作
2021年8月，尼克兒童頻道執行長布萊恩·羅賓斯在視像會議中提及尼克羅頓電影公司正在製作新的《海綿寶寶》電影。2022年2月，正式宣布相關消息，並計劃在院線上映。2022年11月，宣布電影將於2025年5月23日上映。2023年4月，公布片名為《海綿寶寶電影版：尋寶大冒險》（The SpongeBob Movie: Search for SquarePants），由《海綿寶寶》長期創意總監兼編劇德瑞克·德萊蒙執導。2023年10月，受2023年美國編劇協會大罷工影響，派拉蒙影業調整多部電影的上映日期，而《海綿寶寶》電影則延期至2025年12月19日，原檔期改由《不可能的任務8》接替。
2024年4月，據報導，該劇的常規配音演員湯姆·肯尼、克蘭西·布朗、羅傑·邦帕斯、比爾·法格巴克、卡羅琳·勞倫斯以及勞倫斯先生回歸聲演各自的角色，帕姆·布蘭迪和麗莎·史都華（Lisa Stewart）將擔任製片人。

## 發行
《海綿寶寶電影版：尋寶大冒險》由派拉蒙影業排定2025年12月19日於美國上映。此前，上映日期曾排定於2025年5月23日。

## 外部連結
- 互联网电影数据库（IMDb）上《海綿寶寶電影版：尋寶大冒險》的资料（英文）
- 豆瓣电影上《海綿寶寶電影版：尋寶大冒險》的資料 （简体中文）